# 菊地春海
菊地 春海（きくち はるみ）は、日本の国土交通技官、観光科学博士。豊田市副市長や、内閣府沖縄総合事務局次長などを歴任した。

## 人物・経歴
宮城県仙台市出身。宮城県仙台第一高等学校を経て、1985年東北大学大学院工学研究科土木工学専攻修士課程修了、建設省入省。
建設省近畿地方建設局企画部企画課長、アメリカ合衆国運輸省連邦高速道路局国際研究員、建設省道路局国道課道路整備調整室課長補佐、高知県企画部情報企画課長等を歴任し、1999年建設省道路局企画課建設専門官。同年土木研究所道路部高度道路交通システム研究室主任研究員。
2000年建設省道路局企画課企画専門官。2001年国土交通省道路局道路交通管理課高度道路交通システム推進室企画専門官。2002年国土交通省中国地方整備局岡山国道事務所長。2004年豊田市助役。2007年豊田市副市長。同年首都高速道路計画・環境部渋滞対策グループ総括マネージャー。
2009年国土交通省道路局地方道・環境課道路環境調査室長。2010年国土交通省中部地方整備局道路部長。2012年道路システム高度化推進機構ETC情報セキュリティ研究本部長。2013年首都大学東京（のちの東京都立大学）博士（観光科学）。
2014年国土交通省道路局道路交通管理課長。2015年国土交通省道路局環境安全課長。2016年内閣府沖縄総合事務局次長（開発建設）。
2018年国土交通省大臣官房付、退官、道路新産業開発機構業務執行理事（常務理事）、ITS Japan理事。2024年横河ブリッジ執行役員技術本部担当。